# Elezioni regionali in Sicilia del 1967
Le elezioni per il rinnovo dell'Assemblea Regionale Siciliana si sono volte l'11 giugno 1967. L'affluenza è stata dell'81,6%.
Al termine di queste consultazioni l'incarico di presidente della Regione, dopo un breve governo centrista di Vincenzo Giummarra, viene affidato al democristiano Vincenzo Carollo, che lo deterrà fino al 1969, ancora con uno schema di centro-sinistra. Seguiranno i governi dei DC Vincenzo Carollo e Mario Fasino.

## Risultati
| Partito                            | Partito                                          | Risultati | Risultati | Risultati | Seggi | Seggi   |
| Partito                            | Partito                                          | Voti      | %         | ±         | Num   | ±       |
| ---------------------------------- | ------------------------------------------------ | --------- | --------- | --------- | ----- | ------- |
|                                    | Democrazia Cristiana                             | 934 632   | 40,12     | 1,93      | 36    | 1       |
|                                    | Partito Comunista Italiano                       | 476 977   | 20,48     | 3,64      | 19    | 3       |
|                                    | Partito Socialista Unificato                     | 282 250   | 12,12     | 1,70      | 10    | 4       |
|                                    | Movimento Sociale Italiano                       | 152 742   | 6,56      | 0,69      | 7     | Stabile |
|                                    | Partito Liberale Italiano                        | 143 068   | 6,14      | 1,65      | 5     | 2       |
|                                    | Partito Socialista Italiano di Unità Proletaria  | 114 402   | 4,91      | n.d.      | 4     | n.d.    |
|                                    | Partito Repubblicano Italiano                    | 105 180   | 4,52      | 3,01      | 4     | 2       |
|                                    | Partito Democratico Italiano di Unità Monarchica | 45 045    | 1,93      | 0,52      | 1     | Stabile |
|                                    | Zona d'Ippari (PCI)                              | 19 333    | 0,83      | n.d.      | 1     | n.d.    |
|                                    | PSU-PRI                                          | 18 197    | 0,78      | n.d.      | 1     | n.d.    |
|                                    | Sicilia Italiana (MSI-PLI-PDIUM)                 | 15 152    | 0,65      | n.d.      | 1     | n.d.    |
|                                    | Unione Democratica per la Nuova Repubblica       | 14 632    | 0,63      | n.d.      | 1     | n.d.    |
|                                    | Altre liste                                      | 7 710     | 0,33      | n.d.      | -     | n.d.    |
|                                    |                                                  |           |           |           |       |         |
| Iscritti                           | Iscritti                                         | 2 993 707 | 100,00    |           |       |         |
| ↳ Votanti (% su iscritti)          | ↳ Votanti (% su iscritti)                        | 2 442 220 | 81,58     | 0,21      |       |         |
| ↳ Voti validi (% su votanti)       | ↳ Voti validi (% su votanti)                     | 2 329 320 | 95,38     |           |       |         |
| ↳ Schede non valide (% su votanti) | ↳ Schede non valide (% su votanti)               | 112 900   | 4,62      |           |       |         |
| ↳ Astenuti (% su iscritti)         | ↳ Astenuti (% su iscritti)                       | 551 487   | 18,42     |           |       |         |